# Lionel Charlton
Lionel Evelyn Oswald Charlton, conhecido também como L E O Charlton, (✰ Londres, 07 de julho de 1879;  ✝ Hexham, 18 de abril de 1958) foi um oficial da infantaria britânico que serviu na Segunda Guerra dos Bôeres, onde chegou ao posto de capitão em 1901.
Durante a Primeira Guerra Mundial ele assumiu vários postos de comando no Royal Flying Corps, terminando a Guerra como general de brigada. Transferido para a Royal Air Force na sua criação, nela também ocupou vários postos, até a sua retirada em 1928.